# Ollie Devoto
Pour les articles homonymes, voir Devoto.
Pas d'image ? Cliquez ici

a Compétitions nationales et continentales officielles uniquement.

b Matchs officiels uniquement.
Dernière mise à jour le 3 mars 2025.
Oliver Jonathan Devoto dit « Ollie Devoto », né le 22 septembre 1993 à Yeovil (Angleterre), est un joueur international anglais de rugby à XV jouant au poste de centre, de demi d'ouverture ou d'arrière.

## Biographie

### Jeunesse et formation
Ollie Devoto naît à Yeovil, dans le compté de Somerset, et grandit à Sherborne, dans le compté de Dorset. Son nom de famille est d'origine ligure. Ollie fait ses études à la Gryphon School de Sherborne. Il commence à jouer au rugby pour son club local, le Sherborne RFC, à l'âge de 7 ans et y reste dans toutes les catégories d'âge. Pendant qu'il jouait pour Sherborne, Devoto a représenté le Dorset et le Wiltshire aux niveaux des moins de 16 ans et des moins de 18 ans. Il est recruté par l'académie de Bath Rugby à l'âge de 16 ans.

### Carrière en club

#### Bath Rugby (2012-2016)
En tout début de saison 2012-2013, une hécatombe de blessure aux poste de trois-quarts dans l'effectif de Bath permet à Ollie Devoto d'être promu en équipe première et de faire ses débuts professionnels avec son club formateur le 8 septembre 2012, contre les London Wasps. Pour sa première saison, il joue treize matchs toutes compétitions confondues et marque deux essais, soit dix points.
En mars 2013, il rejoint les Cornish Pirates en prêt, mais n'y joue cependant aucun match.
Il joue la majorité des matchs de la saison 2014-2015, qui voit Bath atteindre la finale du championnat contre les Saracens. Initialement sur le banc pour débuter la rencontre, il entre finalement très tôt en jeu, dès la septième minute, pour remplace Anthony Watson blessé. Bath est cependant battu 16-28.

#### Exeter Chiefs (depuis 2016)
Ollie Devoto quitte son club formateur et rejoint les Exeter Chiefs à partir de la saison 2016-2017, où il signe un contrat de trois ans. Dès sa première saison, sa nouvelle équipe se qualifie jusqu'en finale du championnat. Il est titulaire au centre lors de cette finale victorieuse contre les Wasps, remportée sur le score de 20-23.
Au cours de la saison 2017-2018 les Chiefs se qualifient dans un premier temps en finale de la coupe anglo-galloise contre Bath et Devoto est titularisé pour cette victoire 11-28. Puis, ils atteignent aussi la finale du championnat où ils affrontent les Saracens. Ollie Devoto est de nouveau titulaire pour ce match mais les siens sont battus 10-27.
La saison suivante, en 2018-2019, Exeter retrouve la finale de Premiership et affronte cette fois les Saracens. Devoto débute la partie que les Sarries remportent sur le score 34 à 37,.
Durant la saison 2019-2020, son club est dans un premier temps finaliste de la Coupe d'Europe contre le Racing 92. Il entre en jeu à la place de Ian Whitten dans ce match qui se termine par une victoire anglaise 31 à 27,. En championnat son équipe est également finaliste. Les Chiefs rencontrent les Wasps. Ollie Devoto est titularisé et les siens l'emportent 19 à 13 et réalisent ainsi le doublé Coupe d'Europe/Championnat,.
En 2020-2021, Exeter se qualifie jusqu'en finale du championnat pour la sixième fois consécutive où il affronte les Harlequins. Pour cette rencontre, Ollie Devoto est titulaire au centre accompagné par Henry Slade. Son équipe est battue de justesse en toute fin de match et s'incline sur le score de 38 à 40,.

### Carrière en équipe nationale
En juin 2014, il est sélectionné avec les England Saxon, l'équipe réserve du XV de la Rose, en remplacement de son coéquipier à Bath, Jonathan Joseph. Il joue 21 minutes lors du match perdu 39-29 contre les Barbarians. Six mois plus tard, en janvier 2015, il est de nouveau sélectionné avec cette équipe pour une rencontre face à l'équipe réserve de l'Irlande.
En janvier 2016, il est appelé pour la première fois en équipe d'Angleterre en remplacement de Manu Tuilagi, blessé, pour participer au Tournoi des Six Nations. Il est sur la feuille de match pour la première rencontre face à l'Écosse, mais n'entre pas en jeu.
Le 29 mai 2016, Ollie Devoto obtient sa première cape internationale avec l'Angleterre, à l’occasion d’un match contre l'équipe du pays de Galles à Twickenham, lorsqu'il entre en jeu à cinq minutes de la fin du match à la place de l'ouvreur George Ford. Les Anglais s'imposent 27 à 13.
Après presque quatre ans sans sélection, il est de retour avec le XV de la Rose pour le Tournoi des Six Nations 2020. Il entre à la place de George Ford lors de la première journée contre la France, puis est sur le banc pour la deuxième journée contre l'Écosse mais n'entre pas sur le terrain. Finalement, son pays remporte ce tournoi en devançant de justesse la France,. Ollie Devoto remporte ainsi son premier titre en sélection nationale.

## Statistiques en équipe nationale
Ollie Devoto compte deux capes en équipe d'Angleterre et n'a jamais marqué avec. Il a pris part à une édition du Tournoi des Six Nations en  2020.
| Année | Compétition | Matchs | Points | Essais |
| ----- | ----------- | ------ | ------ | ------ |
| 2016  | Test matchs | 1      | 0      | 0      |
| 2020  | Six Nations | 1      | 0      | 0      |
| Total | Total       | 2      | 0      | 0      |

## Palmarès

### En club
- Bath Rugby
  - Finaliste du Championnat d'Angleterre en 2015

- Exeter Chiefs
  - Vainqueur du Championnat d'Angleterre en 2017 et 2020
  - Finaliste du Championnat d'Angleterre en 2018, 2019 et 2021
  - Vainqueur de la Coupe anglo-galloise en 2018
  - Vainqueur de la Coupe d'Europe en 2020

### En équipe nationale
- Angleterre -20
  - Vainqueur de la Coupe du monde des moins de 20 ans en 2013
  - Vainqueur du Tournoi des Six Nations des moins de 20 ans en 2013

- Angleterre
  - Vainqueur du Tournoi des Six Nations en 2020

### Distinctions personnelles
- LV= Breakthrough Player Award en 2014[30]